# Добровољно ватрогасно друштво у Панчеву
Добровољно ватрогасно друштво у Панчеву је једно од најстаријих ватрогасних друштава у Србији. Основано је на иницијативу Градског већа, а нарочито залагањем члана Градског већа Јована Крстића. Оснивачка скупштина је одржана 9. маја 1871. године и на њој је изабрана привремена управа коју су сачињавали десет добровољаца и пет чланова Градског већа. Са скупштине је грађанима Панчева упућен проглас за упис у Добровољно ватрогасно друштво уз образложење да ће од њега град имати велике користи, Исте, 1871. године, 30. јула, у сали Градске куће одржана је Прва редовна скупштина на којој је изабрана нова, стална управа. На њој су са малим изменама усвојена Правила, а затим су поднета на одобрење надлежним властима, које су их у потпуности одобриле. Добровољно друштво је одмах по оснивању послало свог заповедника у Пешту и Беч да тамо проучи организацију ватрогасних друштава, а и да набави најпотребније ватрогасне справе. Прве одлуке о начину униформисања ватрогасаца донети су на седници 7. октобра 1871. године и то за 18 ватрогасаца, који су сачињавали три радне колоне састављене од зидара и дунђера. Од 1888. године сви ватрогасци су униформисани.
Градско веће је Добровољном ватрогасном друштву ставило на располагање све ватрогасне справе са којима је располагало и одобрило прву финансијску помоћ у износу од 2000 форинти. Добили су: шест ручних штрцаљки, од којих су само две биле употребљиве, петоро кола за пренос воде, једна кола са буретом, три бурета, три лестве, четири комада црева са три млазнице и једна кола за људство. Сва ова помоћ није била довољна, па су позвани и грађани Панчева да приступе као помоћни чланови. Добијање новог инвентара било је скупо, па се до њега тешко и споро долазило, углавном захваљујући добровољним прилозима. Доношењем Закона о организацији ватрогаства 15. јула 1933. године Добровољно ватрогасно друштво у Панчеву добија и пет плаћених ватрогасаца, које је плаћао град. Добровољно ватрогасно друштво се више пута селило, да би се 30 година после његовог оснивања кренуло са изградњом ватрогасног дома.
Најзначајнији рад Добровољног ватрогасног друштва је рад на гашењну пожара. У почетку друштво је било мало и није могло да се брзо и ефикасно бори са пожарима. Решење је пронађено у ангажовању грађана Панчева. Да би се они заинтересовали за брзу помоћ и хитно достављање ватрогасних справа до места пожара, донето је решење по коме се исплаћивало по пет форинти ономе ко би до места пожара први довукао штрцаљку или буре са водом. Како би се неприлике и незгоде спречиле, ватрогасци су донели одлуку, коју су преко полиције и објавили, да свако може да учествује у гашењу пожара све док се ватрогасци не појаве. Са доласком ватрогасаца сви остали су морали да се удаље осим ако их заповедник ватрогасаца не задржи као помоћ, када би морали да слишају његова наређења.
У почетним годинама настанак пожара је објављиван са торња цркве нередовним звоњењем звона и дању истицањем црвене заставе у правцу пожара, док је ноћу заставу замењивао фењер. Касније је град подељен у три рејона,а пожар су објављивали трубом. Од 1889. године алармирање ватрогасаца вршено је телефоном преко телефонских ватрогасних станица, а где њих није било ватрогасци су и даље обавештавани трубама. Убррзо по оснивању друштва, ватрогасци су преузели на себе превентивно обезбеђивање од пожара и то нарочито у објектима у којима се окупљао већи број грађана. Градско веће је 1883. године донело решење у вези са дежурствима ватрогасаца у позориштима и биоскопским салама, а и на другим приредбама у затвореном простору. Награда за дежурство била је 50 крајцара до поноћи, а ако се дежурало преко поноћи награда је износила једну форинту. Ова средства чланови су често користили за куповину нове и модерније опреме. Чланови друштва су дежурали сваке године на обезбеђивању жетве и вршидбе и на њима давали велики број часова добровољног рада.
Велику пажњу су чланови Добровољног ватрогасног друштва посвећивали обучавању својих чланова, које је обухватало све фазе гашења пожара, почев од кретања до повратка са гашења. Временом се ово обучавање модернизовало путем школских предавања и вежби. Веома се бринуло и о здрављу чланова, тако да је већ 1880. године дат предлог за оснивање благајне за помоћ, из које су се плаћали лекови и лекарска помоћ за болесне чланове и њихове породице. Посебна пажња посвећивала се раду са млађима и на тај начин се код деце развијала љубав за ватрогасце, а тако се стварао и нови млађи кадар. Добровољно ватрогасно друштво у Панчеву је развијало добре односе са другим друштвима, тако знамо за сарадњу са друштвима из Смедерева, Земуна и Београда.
- Добровољно ватрогасно друштво у Врбасу

1. 1 2  Reljić 1995, стр. 83–87

R. Milena, Dobrovoljno vatrogasno društvo - Pančevo, u: Informator (sveska 24), Istorijski arhiv Pančevo, Pančevo, 1995. (83-87)
- Добровољно ватрогасно друштво у Панчеву